# Muriel Byck
Muriel Byck (4 de junho de 1918, Ealing, Londres, Inglaterra, Reino Unido - 23 de Maio de 1944, Romorantin, França) foi uma heroína da Executiva de Operações Especiais (SOE em inglês), durante a Segunda Guerra Mundial.

## Juventude
Muriel Tamara Byck era filha dos judeus franceses, Luba Besia (nascida Golinska) e Jacques Byck, que haviam conseguido nacionalidade britânica. Ela nasceu em Londres.
Seu arquivo da SOE revelou que a partir de 1923-24 Byck viveu com sua família em Wiesbaden, Alemanha. A família se mudou para a França em 1926, onde frequentou a escola no Lycee de Jeunes Filles, St Germain, França, antes de se mudar para a Inglaterra, em 1930 Byck frequentou o Lycee Francais em Kensington, London, SW7, onde conseguiu o Baccalauréat em 1935 e, em seguida, procedeu-se à Université Lille.
Byck trabalhou como secretária de 1936-38 em Londres, antes de se tornar  Assistente de Gerente de Palco no Gate Theatre em 1937. Com a eclosão da guerra, juntou-se à Cruz Vermelha como  voluntária da WVS. Ela se mudou para Torquay em 1941, onde trabalhou como Secretária Nacional de Registro e também foi ARP Warden.

## WAAF e SOE
Muriel se juntou a WAAF em dezembro de 1942, como funcionaria de Deveres Gerais (número de serviço 2071428) que trabalhava nos escritórios de registros, posteriormente foi promovida ao posto de Oficial de Seção. Como ela falava francês muito bem, foi recrutada pela Special Operations Executive em julho de 1943. Seu treinamento inicial começou em setembro de 1943 em Winterfold House, Cranleigh, Surrey. A partir daqui Byck prosseguiu para treinamento para-militar em Meoble Lodge, Morar, Invernesshire até outubro e treinamento de operador sem fio em Thame Park, Oxfordshire, em novembro e dezembro de 1943. Ela foi escolhida por Major Philippe de Vomécourt para ser sua assistente.
Byck foi classificada 'mediana' como um Agente Geral por seus instrutores da SOE, mas ganhou uma alta classificação de inteligência (oito de nove), e notas altas em Código Morse e Aptidão Mecânica. Em seu arquivo, ela foi descrita por seus instrutores como: 
 uma tranquila, brilhante, atraente garota, interessada, entusiasmada e inteligente. Alerta, mas não muito prática e ainda não possui visão e rigor. Ela é, no entanto, confiante, independente e persistente, e carinhosa em seus sentimentos para com os outros... uma menina de grande promessa, que vai exigir muito treinamento para ajudá-la a superar sua falta de experiência, sua completa ignorância do que o trabalho  realmente envolve e sua inocência. Seu temperamento parece ser adequado para o trabalho de mensageiro, ou, possivelmente, propaganda.
Depois de três tentativas abortadas para voar a partir do aeródromo de Tempsford, Byck saltou de pára-quedas na França na noite de 8 e 9 de abril de 1944, com três outros agentes: Capitão Stanislaw Makowski, o Capitão C. S. Hudson - que foi seu CO até de Vomecourt chegar de avião - e o Capitão G. D. Jones. Ela trabalhou na network Ventriloquist da SOE como a operadora de redes sem fio, treinou outros operadores recrutados localmente, e informava Londres com os detalhes sobre estes novos recrutas, para que pudessem receber codinomes e status. Byck, além disso, foi encarregada de estabelecer caixas de correio para contacto em caso de a transmissão sem fio parar de funcionar. Seu codinome era Violette.[carece de fontes?]
Byck se alojou em uma casa na cidade de Salbris, propriedade do Resistente francês Antoine Vincent. Ela enviou suas transmissões de volta para a Inglaterra a partir de um galpão atrás de uma garagem em Limoges, onde caminhões e carros alemães vinham para reparos. Enquanto neste local, ela despertou a suspeita de um soldado alemão, mas na hora que a Gestapo voltou ao lugar, Byck tinha se mudado para uma nova localização. Ela mudou seu disfarce, se passando agora por uma secretária parisiense de licença médica; para disfarçar suas actividades noturnas de enviar mensagens para Londre, Byck disse que tinha que tomar o remédio a cada poucas horas, mesmo à noite. Mais tarde, mudou-se novamente para a casa de um ferreiro em Vernou.[carece de fontes?]

## Morte
Byck estava trabalhando arduamente no envio de suas transmissões, então, palidez e cansaço eram esperados. No entanto, quando ela desmaiou na casa do ferreiro e perdeu a consciência, foi decidido que Byck precisava de atendimento médico urgente. De Vomécourt a levou a um médico conhecido por membros da Resistência por ser seguro; ele a diagnosticou com meningite e disse-lhes que a hospitalização era sua única chance de se recuperar. Isso representava um problema, pois os alemães mantinham uma verificação de internações hospitalares e examinavam os documentos de todas as pessoas. Foi decidido que seus novos disfarces seriam que Byck e de Vomécourt (como seu tio) foram evacuados de Paris. Byck foi internada no Hospital Romorantin, que era dirigida por freiras. Foi feita uma punção lombar, mas pouco depois ela morreu, em 23 de Maio de 1944, com 25 anos.[carece de fontes?]
Byck foi enterrada em Romorantin e por muitos anos seu túmulo foi cuidado por pessoas locais. O povoado de Romorantin comemorou o aniversário de sua morte como uma heroína da Resistência. Mais tarde, seu túmulo foi movido para o Cemitério de Guerra Pornic , na França, com os outros mortos dos serviços britânicos.[carece de fontes?]

## Legado
Muriel Byck foi postumamente Mencionada nos Despachos por sua conduta, e ela é homenageada no Knightsbridge e Valençay memoriais , bem como no memorial de guerra no Lycee Francais , em Kensington. Uma placa em sua memória, com uma incomum inscrição hebraica do Livro de Josué, foi exposta na parede da casa onde ela morava em Torquay por alguns anos, em 2014, pelo Torbay Civic Society and AJEX, representado pelo historiador Martin Sugarman. Ela também é indicada no memorial de guerra em Torquay. Uma fotografia de Muriel há muito tempo perdida e seu adorado emblema da WAAF (ambos mantidos pela mãe depois de Muriel morrer) foram descobertos na casa da amiga de sua mãe, senhora Krish, que havia recebido do testamento da senhora Byck, Krish morreu em Londres em 2013 e os itens foram doados para o Jewish Military Museum, em Camden. Aparentemente, a senhora Byck ordenou que as medalhas de Muriel fossem destruídas após a sua morte; elas nunca foram vistas.
|  |  |  |

| 1939-1945 Star | France e Germany Star | War Medal com Mencionada nos Despachos |